# Scaphyglottis laevilabium
Scaphyglottis laevilabium  é uma espécie de orquídea epífita, cujos novos pseudobulbos geralmente brotam tanto da base como do topo dos pseudobulbos mais antigos. É originária da Nicarágua ao Panamá.